# Carretó fantasma
El Carretó fantasma és un quadre de Salvador Dalí pintat el 1933. Signat i datat a l'angle inferior dret: «Gala Salvador Dali / 1933».

## Història
Aquesta pintura havia format part de la col·lecció d'Edward James (1907-1984), poeta anglès, conegut sobretot per ser defensor aferrissat del surrealisme. Va ser mecenes de Dalí entre 1936-1939, així com de René Magritte. La seva casa, Monkton House, prop de West Dean House a Sussex (Anglaterra) era un somni surrealista: incloïa un gran sofà al qual Dalí va donar la forma i el color dels llavis de Mae West, el conegut sofà-llavis, així com el telèfon-llagosta, en què el poeta va col·laborar amb Dalí en el seu disseny. Quant a aquest oli, cal contextualitzar-lo als anys 1933-1936, quan Dalí realitza diverses obres en què la plana de l'Empordà i la platja de Roses en són protagonistes. Va ser adquirit per Teatre-Museu Dalí a principis de 2014.

## Composició
Al centre d'una planúria àrida i alhora lluminosa, hi apareix un carretó de dues rodes que es mou en direcció cap a una població. La forma de la tartana tendeix a barrejar-se amb la ciutat, convertint-se, així, en el seu propi destí. Es tracta d'una il·lusió de perspectiva on l'habilitat del pintor intenta confondre l'observador un cop més. On s'espera trobar les rodes, hi ha dues estaques clavades a terra. Els personatges que apareixen asseguts al carro s'identifiquen amb l'arquitectura de la ciutat al fons. En aquest, com en altres jocs visuals que proposa el pintor, té un paper fonamental el mètode que Dalí va batejar com mètode paranoicocrític :"mètode espontani de coneixement irracional basat en l'objectivitat crítica i sistemàtica de les associacions i interpretacions de fenòmens delirants". Es veu una tartana i una ciutat o els dos elements alhora.
La carreta o tartana era el mitjà de locomoció habitual durant l'adolescència del pintor. A la seva autobiografia Vida secreta hi fa referència relacionant-ho amb la família Pichot:
| «               | Vaig anar-me'n en una tartana amb el senyor i la senyora Pichot i Júlia, la seva filla adoptiva, de setze anys, que tenia una cabellera negra molt llarga. El senyor Pichot guiava ell mateix el carruatge. | » |
| — Salvador Dalí | |   |

El carruatge és també un element present a la iconografia surrealista i a la filmografia de Luis Buñuel, com per exemple a Belle de jour.

## Tècnica
Des del punt de vista tècnic, recorda altres obres de la col·lecció del museu de Figueres, com Retrat d'Emilio Terry, L'espectre del sex-appeal o Retrat de Gala amb dues costelles de xai en equilibri sobre la seva espatlla per la minuciositat, característica del moment en què Dalí pinta el Carretó fantasma. Així com per la utilització de fustes nobles, com la caoba en aquest cas, de mides reduïdes com a suport d'una pinzellada precisa, amb capes transparents, amb detalls quasi imperceptibles que fan que aquesta pintura ocupi un lloc d'honor a la Sala del Tresor del Teatre-Museu.

## Exposicions
- 1965, New York, Gallery of Modern Art, Salvador Dalí, 1910-1965, núm. cat. 51[2]
- 1970, Rotterdam, Museum Boymans-van Beuningen, Dalí, núm. cat. 30[2]
- 1971, London, Whitechapel Art Gallery, Dali Art-in-Jewels Exhibition & Paintings, núm. cat. 1
- 1980, London, The Tate Gallery, Salvador Dalí, núm. cat. 98
- 1989, Stuttgart, Staatsgalerie, Salvador Dalí, 1904-1989, núm. cat. 103
- 1999, New York, Solomon R. Guggenheim Museum, Surrealism: two private eyes, the Nesuhi Ertegun and Daniel Filipacchi collections, núm. cat. 50
- 2002, París, Centre Pompidou, La Révolution surréaliste, sense número[2]